# Aspidoscelis sonorae
Aspidoscelis sonorae (сонорський плямистий батогохвіст) — вид ящірок родини теїдових (Teiidae). Мешкає в США і Мексиці.

## Поширення і екологія
Сонорські плямисті батогохвости мешкають на південному сході Аризони, на південному заході Нью-Мексико, на північному сході Сонори та на північному заході Чіуауа. Вони живуть в гірських дубових лісах, прибережних лісах та пустельних чагарникових і кактусових заростях паловерде і сагуаро. Відкладають яйця.